# Brad Wall
Bradley John "Brad" Wall, né le 24 novembre 1965 à Swift Current (Saskatchewan), est un homme politique canadien, Premier ministre de la Saskatchewan du 21 novembre 2007 au 2 février 2018.
Le 10 août 2017, il annonce qu'il se retire de la vie politique tout en restant en fonction jusqu'à la nomination de son successeur.

## Biographie
Wall et son épouse Tami habitent à Swift Current avec leurs trois enfants.

## Carrière politique
Brad Wall est d'abord élu député à l'Assemblée législative dans la circonscription de Swift Current lors de l'élection générale saskatchewanaise de 1999 ; il est réélu lors de l'élection de 2003. 

## Chef du parti
Le 15 mars 2004, il est élu chef du Parti saskatchewanais, remplaçant Elwin Hermanson qui avait démissionné après son échec lors de l'élection de 2003. 

## Premier ministre

### Première année
Lors de l'élection générale saskatchewanaise de 2007, il met fin au règne du NPD de Lorne Calvert et est élu Premier ministre de la Saskatchewan.